# Fox-terrier à poil lisse
Le fox-terrier à poil lisse (de l'anglais Smooth Fox Terrier) est, avec le fox-terrier à poil dur, l'une des deux races de chiens Fox-terrier.